# Giusto di Tiberiade
Giusto di Tiberiade (in ebraico: יוסטוס; in greco antico: ᾿Ιοῦστος; in latino: Iustus; Tiberiade, 35 circa – Galilea, 100 circa) è stato uno storico ebreo antico fiorito nella seconda metà del I secolo, le cui opere non ci sono pervenute.

## Biografia
Le notizie sulla vita di Giusto si desumono dalla Vita di Giuseppe, ma, tenendo conto della rivalità esistente fra i due, le notizie fornite da Giuseppe potrebbero essere tendenziose.
Il padre di Giusto si chiamava Pistos ed era uno dei maggiorenti del partito moderato di Tiberiade, in Galilea. Giusto era fornito di una notevole cultura greca. Nel periodo precedente lo scoppio della prima guerra giudaica, Giusto si era rifugiato presso il re Agrippa II, vassallo dei Romani e loro fautore. La posizione di Giusto nei confronti dei Romani non è chiara. Nelle fasi iniziali della guerra si trovava a Tiberiade e probabilmente aveva una certa propensione per i Romani; Giuseppe però lo rappresenta come un agitatore che incitava Tiberiade alla secessione da Agrippa e dai Romani. Per Schürer Giusto e Giuseppe si comportarono in guerra allo stesso modo: «entrambi si unirono alla rivolta, ma solo sotto la pressione delle circostanze, e in seguito desiderarono entrambi di non aver avuto niente a che fare con essa e ciascuno tentò di addossare la colpa all'altro». Giusto fu condannato a morte da Vespasiano e consegnato ad Agrippa il quale lo lasciò libero e poco dopo gli affidò un incarico di fiducia. I rapporti con Agrippa dovettero però deteriorarsi, poiché Giusto fu fatto imprigionare dal re e poi mandato in esilio. Non si conosce l'anno della sua morte. Poiché la sua Cronaca dei re giudei arrivava fino all'anno della morte di Agrippa, e Fozio affermava che il re Agrippa era morto nel terzo anno dell'imperatore Traiano, cioè nell'anno 100-101, si riteneva che Giusto fosse vissuto sicuramente fino all'inizio del II secolo. Recenti studi basati anche su materiali epigrafici e numismatici hanno tuttavia permesso di datare la morte di Agrippa a prima del 93 d.C..

## Opere
Delle opere di Giusto non rimane quasi nulla. Se ne conoscono tuttavia i titoli da citazioni presenti in opere più tarde.
- Storia della guerra giudaica, citata da Eusebio di Cesarea[9] e da San Girolamo[10]. L'argomento dell'opera di Giusto era lo stesso della Guerra giudaica di Flavio Giuseppe (edita tra il 75 e il 79[11]), argomento su cui Giusto era informato, ed era in più punti polemico verso l'opera di Giuseppe; Giuseppe replicò alle accuse di Giusto con la propria Autobiografia, nella quale «mirava, penosamente, ad enfatizzare la sua lealtà verso i Romani»[12]. Per Clara Kraus Reggiani, la perdita della Storia di Giusto compromette la possibilità di una conoscenza più obiettiva della vicenda storica della prima guerra giudaica, essendo Giusto informato della situazione di ambedue le parti in contesa e certo più libero da pregiudizi e condizionamenti di quanto non lo fosse Giuseppe[2].
- Cronaca dei re giudei da Mosè ad Agrippa II, il cui contenuto è brevemente riferito da Fozio[13] e che servì di fonte, tra gli altri, allo stesso Eusebio di Cesarea. Diogene Laerzio attribuiva a Giusto un episodio riguardante Socrate e Alcibiade[14], e pertanto la Cronaca non doveva essere limitata soltanto ai re di Giudea
- Brevi commenti alle Sacre Scritture, la cui attribuzione tuttavia è dubbia, non essendoci altra notizia all'infuori di un accenno di San Girolamo nel passo sopra citato[10].

## Personaggio letterario
Giusto è uno dei protagonisti della Trilogia di Giuseppe di Lion Feuchtwanger, e in particolare del primo romanzo, La fine di Gerusalemme. Feuchtwanger rappresenta Giuseppe e Giusto come coetanei, di pari cultura, rivali, ma legati inizialmente da vicendevole stima. Durante la guerra in Galilea, Giuseppe appoggia i nemici di Giusto, moderato e fedele al re Agrippa. Durante l'assedio di Tito a Gerusalemme, Giusto è fra gli assediati; catturato dopo la caduta di Gerusalemme dai Romani e inchiodato a una croce, sarà salvato da Giuseppe.